# Lophostachys
Lophostachys là chi thực vật có hoa trong họ Acanthaceae.